# Werner von Orseln

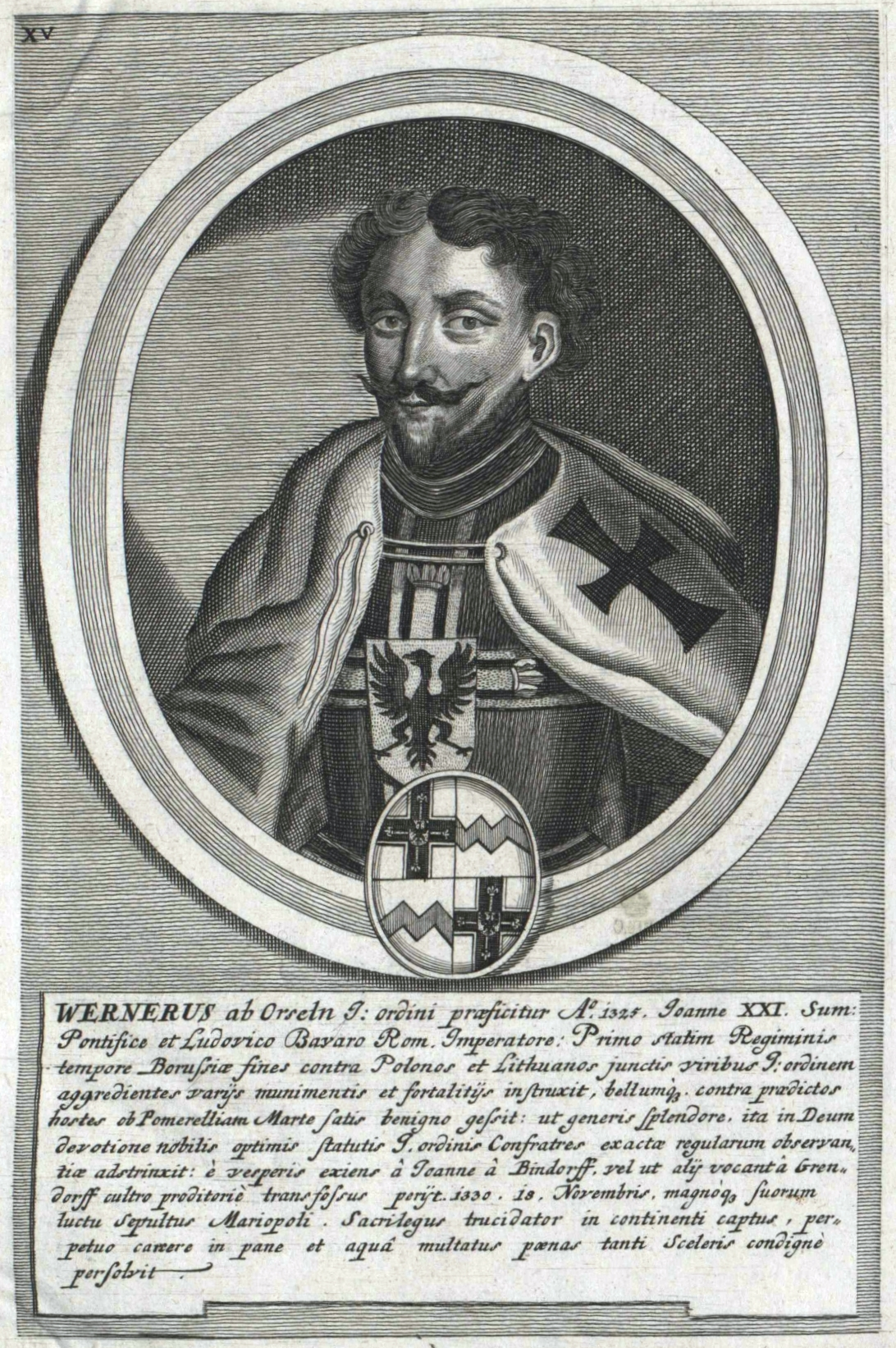
Werner von Orseln (Fantasiedarstellung aus dem späten 17. Jahrhundert)

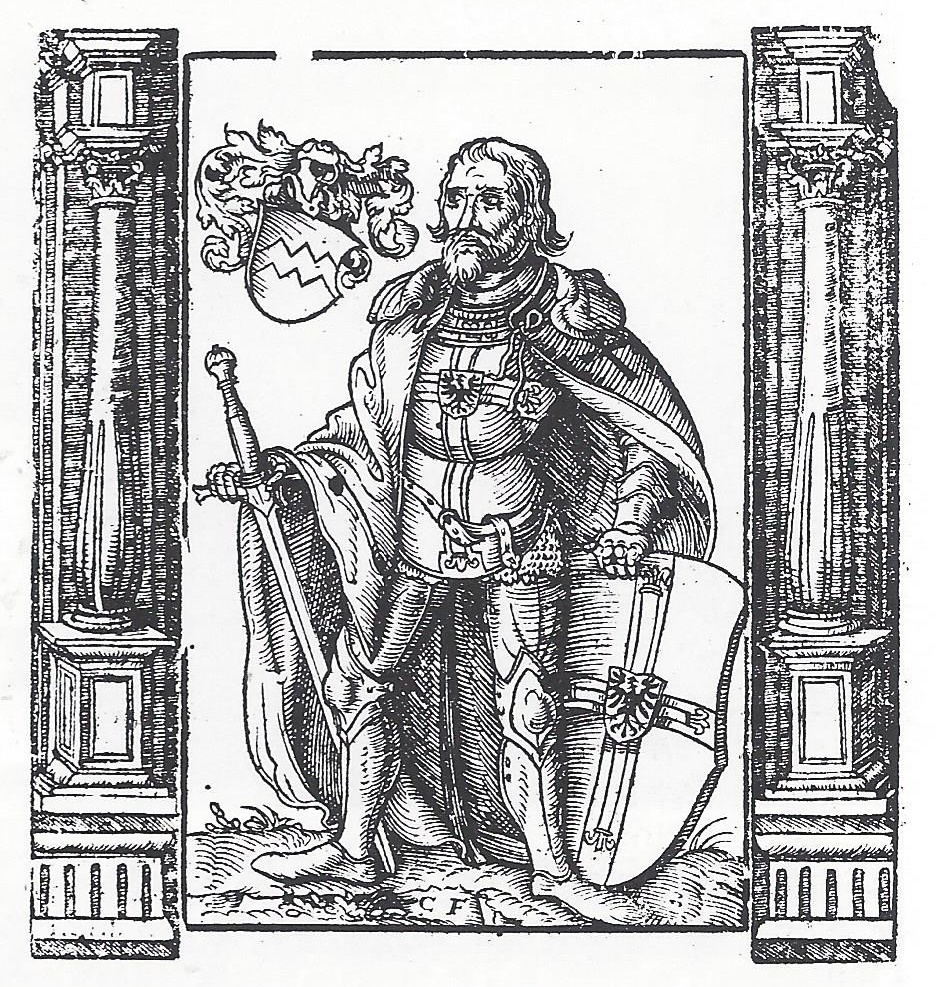
Werner von Orseln (Fantasiedarstellung)

Hochmeisterwappen Werners von Orseln

Werner von Orseln (* um 1280; † 18. November 1330 in Marienburg) war der 17. Hochmeister des Deutschen Ordens von 1324 bis 1330.

## Leben

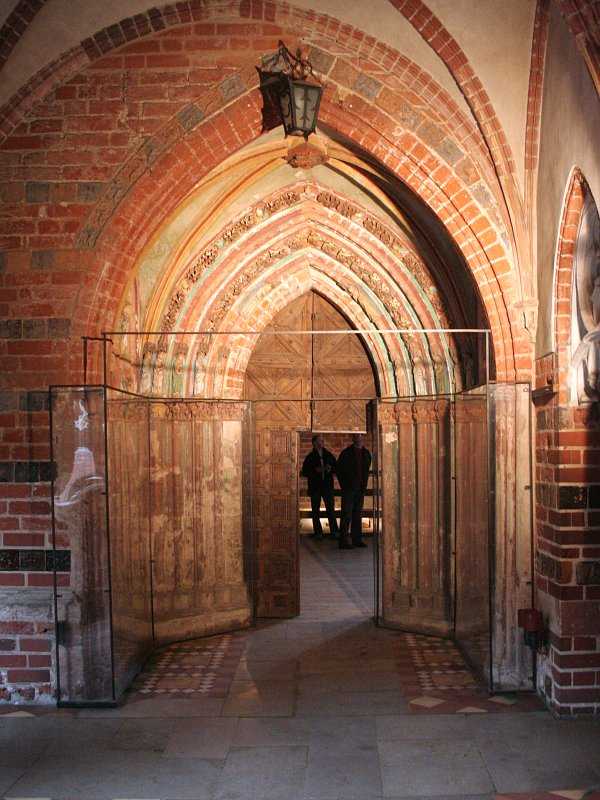
Goldene Pforte der Marienburg, vor der Werner von Orseln 1330 ermordet wurde

Werner von Orseln, auch Werner von Ursel genannt, stammte wahrscheinlich aus Frankfurt-Niederursel. Er war ein enger Vertrauter und Schützling des Hochmeisters Karl von Trier. Zunächst war er Vogt in Hessen, danach in den Jahren 1312 bis 1313 Komtur von Ragnit. Hier befand sich eine der wichtigsten Ordensburgen im Kampf gegen Litauen, von der heute nur noch die Ruine übrig geblieben ist. Von 1314 bis 1324 hatte er das Amt des Großkomturs inne. Am 6. Juli 1324 wurde er in Marienburg vom Generalkapitel zum Hochmeister gewählt.
1326 bis 1330 fanden Grenzkriege mit Polen statt, welches vergeblich versuchte, Pommerellen zurückzugewinnen. Im Jahre 1327 ließ Werner von Orseln in deren Folge Kujawien besetzen. Er führte die Hochmeisterkanzlei ein – die sogenannte Kleine Kanzlei. Zu seiner Zeit wurde die Marienburg wesentlich ausgebaut, insbesondere betraf dies ihre Wehranlagen. Auf Werner von Orseln gehen auch der Baubeginn des Königsberger Doms sowie der Auftrag zur Erstellung der Chronik des Peter von Dusburg zurück. Auch an der Erschließung des Landes hatte Orseln u. a. mit der Gründung von Osterode, Soldau und Rastenburg großen Anteil. Im Jahre 1329 wurden die sogenannten Orselnschen Statuten verkündet, Regeln und Anleitungen für die Ordensbrüder zur besseren Verrichtung der täglichen religiösen Übungen.
Werner von Orseln war ein sehr ernster und tief frommer Ordensritter, der mit seiner Staatsklugheit den Grundstein für den späteren dauerhaften Frieden mit Polen legte.
Im November 1330 wurde er von dem Ordensbruder Johann von Endorf wegen einer Zurechtweisung beim Verlassen der Konventskirche ermordet. Beigesetzt wurde er ursprünglich in der Sankt Annenkapelle der Marienburg.

## Nachleben
In den Jahren des Niedergangs des Ordens erhob der Deutschmeister Eberhard von Saunsheim unter Berufung auf die Statuten des Werner von Orseln den Anspruch der Autonomie vom Hochmeister sowie sogar auf eine richterliche Erhöhung des Amtes des Deutschmeisters über den Hochmeister. Der Streit zog sich über zehn Jahre von 1439 bis 1449 hin. Diese Statuten des Werner von Orseln erwiesen sich jedoch als Fälschung.
Im Mai 2007 entdeckten Archäologen in einer Krypta unter dem Presbyterium des Doms in Marienwerder im ehemaligen Westpreußen von Orselns Sarg. Zusammen mit seiner letzten Ruhestätte wurden auch die sterblichen Überreste zweier weiterer Hochmeister aufgefunden, nämlich von Ludolf König von Wattzau und Heinrich dem Älteren von Plauen. Nach dendrochronologischen Untersuchungen des für die Särge verwendeten Holzes sowie nach DNA-Analysen der Knochenreste stehe „zu 96 % fest“, dass es sich um die genannten Personen handele.
Der Ortsname Wernersdorf (jetzt Pogorzała Wieś) geht wahrscheinlich auf Werner von Orseln zurück.
In Frankfurt-Niederursel trägt der früher nicht amtlich benannte Dorfplatz inzwischen den Namen Werner-von-Ursel-Platz.